# Kyrosdagen
Kyrosdagen infaller den 29 oktober och firas av iranier över hela världen med anledning av perserkungen Kyros II:s erövring av Babylonien. Kyrosdagen instiftades under Mohammad Reza Pahlavis regeringstid i Iran.